# قربط داكن
قربط داكن (الاسم العلمي:Filago fuscescens) هو نوع من النباتات يتبع جنس القربط من الفصيلة النجمية.